# Milinte Árpád
Milinte Árpád (Marcali, 1976. május 4. –) magyar labdarúgó, posztját tekintve kapus.

## Pályafutása
A Videoton FC csapatában kezdte profi pályafutását, először NB I-es mérkőzésen 1997. szeptember 24-én lépett pályára a Békéscsabai Előre FC ellen 5–1-re megnyert bajnokin.
A debütáló szezonját követően alapemberré vált és a 2001–2002-es szezonig ő számított a Videoton első számú kapusának. Az ezt követő két évben mindössze hét mérkőzésen állt ő a kapuban. Egy szezont a másodosztályban is töltöttek, amelyet rögtön megnyerve újra visszajutottak a legmagasabb osztályba.
Hat év után igazolt el Székesfehérvárról és egy évig az FC Sopron kapusa volt. Ezután szintén egy évig volt a portugál másodosztályban szereplő União Madeira játékosa. A követő szezon kezdetén hazatért Magyarországra, a ZTE-hez, de itt Varga Zoltán mögött csak második számú kapusnak számított, mindössze 5 bajnoki mérkőzésen védett.
2006-ban visszatért egyik nevelőegyesületéhez a Kaposvári Rákóczihoz. A sikeresnek mondható itt töltött két év után (kupa-elődöntő, bajnoki 6. és 7. helyezés) személyes okokra hivatkozva elfogadta a BFC Siófok ajánlatát, ahol stabil kezdőjátékos tudott lenni a 2008–2009-es szezonban. Csapatával, többek közt a DVSC-t kiverve, a Magyar Kupa elődöntőjéig jutott, de a bajnokságban csak a 15. helyet sikerült elérniük.
Miután a csapata kiesett az első osztályból ingyen visszatérhetett Kaposvárra, ahol újból kezdőkapusként számoltak vele.
A 2009 januárjában megrendezett IX. Duna Takarék - Videoton Baráti Kör országos kispályás labdarúgó teremtornán részt vett a Villanegra nevű csapat kapusaként és posztján a legjobb játékosnak választották.

### A válogatottban
Játszott az utánpótlás válogatottban, de a felnőtt válogatottban nem szerepelt.

## Sikerei, díjai
Videoton FC
- Másodosztályú magyar bajnok: 2000[4]
- Magyarkupa-döntős: 2001